# Sauris usta
Sauris usta là một loài bướm đêm trong họ Geometridae.